# Русский медвежонок

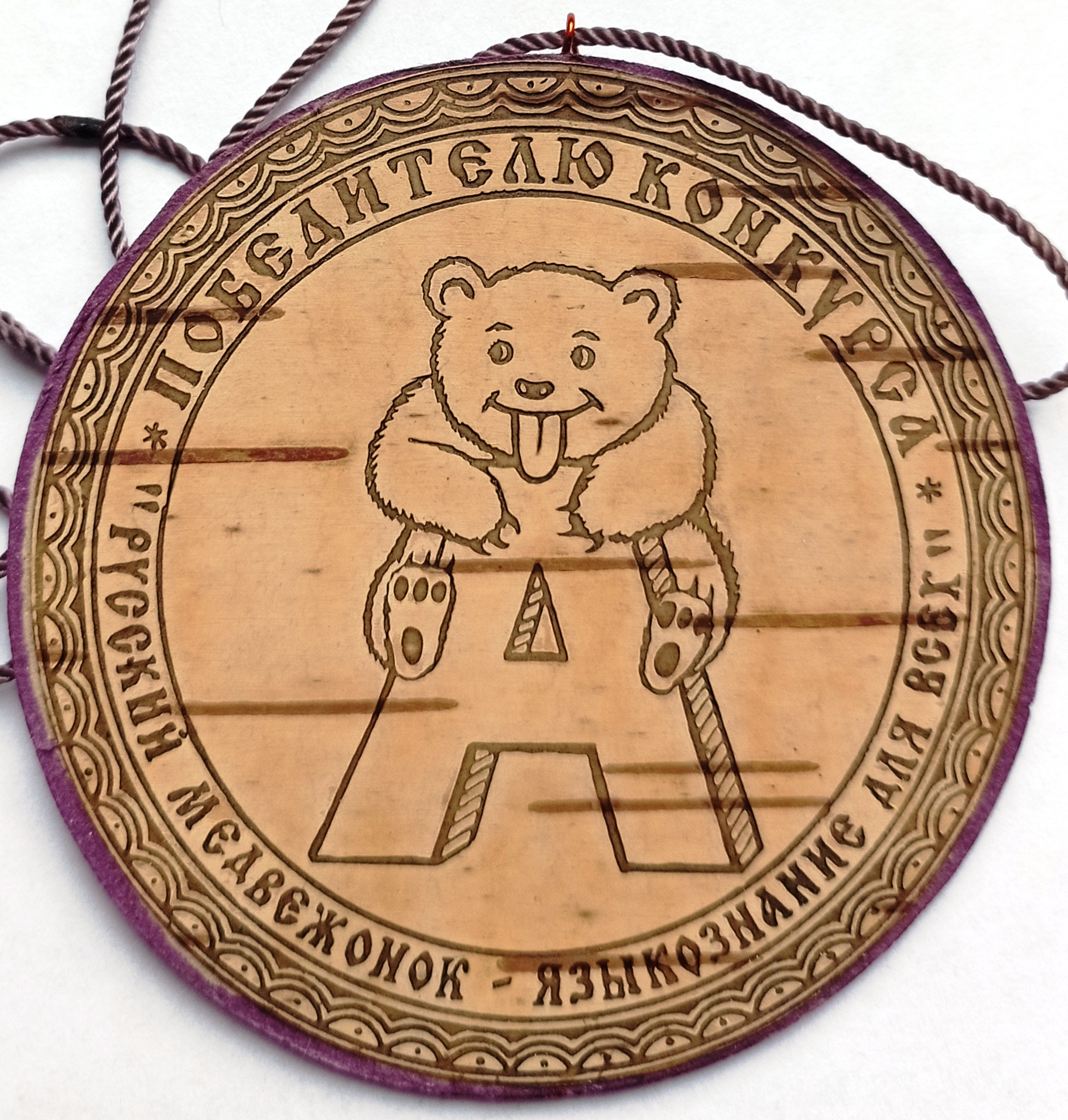

«Русский медвежонок — языкознание для всех» — международный конкурс по языкознанию (в основном русскому) среди школьников. Проводится с 2000 года.
Организаторами конкурса выступают Центр дополнительного образования одарённых школьников, ООО «Слово», ООО «Игра». Научное руководство осуществляет Институт лингвистики РГГУ. Центральный оргкомитет расположен в городе Кирове.
- Председатель оргкомитета — Игорь Соломонович Рубанов, кандидат физико-математических наук, доцент кафедры высшей математики ВГГУ
- Научный руководитель — Елена Владимировна Муравенко, кандидат филологических наук, доцент кафедры русского языка Института лингвистики РГГУ

## Регламент[1]
Конкурс проводится среди учащихся 2—11-х классов средних школ, соответствующих им курсов средних профессиональных учебных заведений России и классов (курсов) иностранных государств.
Региональными организаторами выступают юридические лица и индивидуальные предприниматели, заключившие договор с ООО «Слово». Для проведения конкурса могут создаваться региональные, межрегиональные и национальные оргкомитеты. Для непосредственного руководства организацией конкурса Центральным оргкомитетом по согласованию с региональным организатором может быть назначен региональный представитель.
Конкурс проходит в один день непосредственно в учебных заведениях и занимает два академических часа. О сроке проведения конкурса сообщается не позднее чем за 3 месяца до дня проведения. Задания делятся на варианты для 2—3, 4—5, 6—7, 8—9 и 10—11-х классов. В каждом варианте по 30 заданий (в варианте для 2—3-х классов — 26), которые делятся на 3 группы сложности. На каждое задание предполагается 5 вариантов ответов. Задания из первой группы оцениваются в 3 балла, из второй — 4, из третьей — 5.
Участие платное. За счёт организационных взносов участников (в 2017 году — 70 рублей) финансируется призовой фонд (не менее 12 % суммы взносов), а также покрываются расходы региональных организаторов и центрального оргкомитета. Сбор дополнительных средств сверх организационного взноса допускается только в рамках учебного заведения (например, для дополнительного награждения) и только на добровольной основе. Детям-сиротам, а также учащимся школ-интернатов и школ при больницах и санаториях предоставляется право бесплатного участия в конкурсе.

## Участники
Конкурс является международным. В нём принимают участие школьники из России, СНГ, Прибалтики, Индии, Японии, Греции, Израиля, Кубы, Польши, ОАЭ, Монголии, Великобритании, США и др.
| Год  | Участники |
| ---- | --------- |
| 2000 | 64 000    |
| 2001 | 260 000   |
| 2002 | 427 000   |
| 2003 | 596 000   |
| 2004 | 895 000   |
| 2005 | 1 144 000 |
| 2006 | 1 434 000 |
| 2007 | 1 905 000 |
| 2008 | 2 327 000 |
| 2009 | 2 524 570 |
| 2010 | 2 786 851 |
| 2011 | 2 844 173 |

|  |  |

| №  | Регион                | Участники |
| -- | --------------------- | --------- |
| 1  | Московская область    | 137 889   |
| 2  | Санкт-Петербург       | 128 790   |
| 3  | Татарстан             | 109 959   |
| 4  | Москва                | 104 799   |
| 5  | Свердловская область  | 94 933    |
| 6  | Башкортостан          | 90 214    |
| 7  | Краснодарский край    | 83 074    |
| 8  | Пермский край         | 77 707    |
| 9  | Новосибирская область | 74 449    |
| 10 | Челябинская область   | 74 387    |

|  |  |

| №  | Страна     | Участники |
| -- | ---------- | --------- |
| 1  | Украина    | 83 588    |
| 2  | Казахстан  | 82 654    |
| 3  | Латвия     | 4896      |
| 4  | Молдавия   | 2765      |
| 5  | Армения    | 2130      |
| 6  | Кыргызстан | 1842      |
| 7  | Узбекистан | 325       |
| 8  | ОАЭ        | 176       |
| 9  | Индия      | 108       |
| 10 | Япония     | 98        |